# Wolfgang Lern
Wolfgang Lern (zm. między 1538 a 1543) – drukarz niemieckiego pochodzenia działający w Krakowie w pierwszej połowie XVI wieku.
Wolfgang Lern urodził się w Pfaffenhofen w Alzacji. Kształcił się w Strasburgu. Od roku 1509(?) do 1512 pracował w drukarni Jana Hallera. W latach 1513–1514 był wspólnikiem Floriana Unglera, współpracując m.in. przy wydaniu Raju dusznego Biernata z Lublina. W 1517 uzyskał prawa mieszczanina Krakowa. O dalszej działalności Lerna brak pewnych informacji. Prawdopodobnie zrezygnował z drukarstwa i zajął się handlem winem. Zmarł po 22 maja 1538, a przed 23 lipca 1543.